# Metalimnobia (Metalimnobia) lanceolata
Metalimnobia (Metalimnobia) lanceolata is een tweevleugelige uit de familie steltmuggen (Limoniidae). De soort komt voor in het Palearctisch gebied.